# Ближнее (Донецкая область)
Ближнее (укр. Ближнє) — село в Волновахском районе Донецкой области Украины.
Население по переписи 2001 года составляло 891 человек. Почтовый индекс — 85736. Телефонный код — 6244. Код КОАТУУ — 1421587202.
Малая родина Ивана Ордеца, защитника донецкого «Шахтёра», экс-игрока молодёжной сборной Украины по футболу.

## Местный совет
85735, Донецька обл., Волноваський р-н, с. Рибинське, вул. 50 років Жовтня, 7 (укр.)